# Carlo Musso
Carlo Musso (* 28. Mai 1911 in Turin; † unbekannt) war ein italienischer Drehbuchautor und Filmregisseur.
Musso schloss in Sozial- und Politikwissenschaften ab und arbeitete ab 1942 als Regieassistent für Regisseure wie Luigi Chiarini und Duilio Coletti. Ab 1944 profilierte er sich bis Ende der 1950er Jahre als Drehbuchautor; dabei gelangen ihm die Vorlagen zu bedeutenden Filmen wie Flucht nach Frankreich, Bitterer Reis, Die Mühle am Po und Das rote Signal. Bei zwei Gelegenheiten führte er selbst Regie; beide Episoden zu Gemeinschaftswerken sind nicht besonders aufregend.

## Filmografie (Auswahl)
- 1946: Krieg dem Kriege! (Guerra alla guerra) (Dokumentarfilm)
- 1948: Flucht nach Frankreich (Fuga in Francia)
- 1949: Bitterer Reis (Riso amaro)
- 1949: Die Mühle am Po (Il mulino del Po)
- 1949: Der Wolf der Silaberge (Il lupo della Sila)
- 1952: Vergib mir Madonna (Noi peccatori)
- 1953: Das Fleisch ist schwach (Bufere)
- 1955: Erkauftes Glück (Non c'è amore più grande)
- 1956: Das Reismädchen (La risaia)
- 1956: Das rote Signal (La ferroviere) (Überarbeitung des Drehbuchs)
- 1961: Die Italienerin und die Liebe (Le italiane e l'amore) (eine Episode, auch Regie)